# Erfttalbahn
| Zug der Erfttalbahn in Bad Münstereifel |                      |                                                                 |                                                                 |
| |                      |                                                                 |                                                                 |
| Streckennummer (DB): | 2634                 |                                                                 |                                                                 |
| Kursbuchstrecke (DB): | 475                  |                                                                 |                                                                 |
| Kursbuchstrecke: | 248a (1946)          |                                                                 |                                                                 |
| Streckenlänge: | 14 km                |                                                                 |                                                                 |
| Spurweite: | 1435 mm (Normalspur) |                                                                 |                                                                 |
| Streckenklasse: | D4                   |                                                                 |                                                                 |
| Streckengeschwindigkeit: | 60 km/h              |                                                                 |                                                                 |
| Zweigleisigkeit: | –                    |                                                                 |                                                                 |
| |                      |                                                                 |                                                                 |
| \| \| \| Eifelstrecke von Trier \| \| \| \| \| Bördebahn von Düren \| \| \| \| 0,0 \| Euskirchen S 23 \| Euskirchen S 23 \| \| \| \| Erft \| \| \| \| \| Eifelstrecke nach Köln \| \| \| \| 1,2 \| Voreifelbahn nach Bonn S 23 \| Voreifelbahn nach Bonn S 23 \| \| \| 1,8 \| Euskirchen Zuckerfabrik \| Euskirchen Zuckerfabrik \| \| \| 1,8 \| Euskirchen-Roitzheim (geplant) \| Euskirchen-Roitzheim (geplant) \| \| \| 4,4 \| Euskirchen-Stotzheim (ehem. Bf) \| Euskirchen-Stotzheim (ehem. Bf) \| \| \| \| Erftmühlengraben \| \| \| \| 5,3 \| Alzenau (Anst) \| Alzenau (Anst) \| \| \| \| \| \| \| \| 7,0 \| Euskirchen-Kreuzweingarten (ehem. Weingarten) \| Euskirchen-Kreuzweingarten (ehem. Weingarten) \| \| \| \| \| \| \| \| \| Erft \| \| \| \| 8,6 \| Tonfabrik Awanst \| Tonfabrik Awanst \| \| \| 8,9 \| Bad Münstereifel-Arloff (ehem. Bf) \| Bad Münstereifel-Arloff (ehem. Bf) \| \| \| \| Euskirchener Kreisbahnen von Zülpich \| \| \| \| 11,0 \| Bad Münstereifel-Iversheim (ehem. Bf) \| Bad Münstereifel-Iversheim (ehem. Bf) \| \| \| \| Erft \| \| \| \| 12,3 \| Hettner (Anst) \| Hettner (Anst) \| \| \| \| Erft \| \| \| \| \| \| \| \| \| 13,8 \| Bad Münstereifel (ehem. Bf), geplanter Anschluss der Ourtalbahn \| Bad Münstereifel (ehem. Bf), geplanter Anschluss der Ourtalbahn \| \| \| \| \| \| \| Quellen: [1][2] \| \| \| \| |                      |                                                                 |                                                                 |
| |                      | Eifelstrecke von Trier                                          |                                                                 |
| Abzweig geradeaus, ehemals nach links und von links |                      | Bördebahn von Düren                                             | Bördebahn von Düren                                             |
| Bahnhof mit S-Bahn-Halt | 0,0                  | Euskirchen S 23                                                 | Euskirchen S 23                                                 |
| Brücke über Wasserlauf |                      | Erft                                                            | Erft                                                            |
| Abzweig geradeaus und nach links |                      | Eifelstrecke nach Köln                                          | Eifelstrecke nach Köln                                          |
| Abzweig geradeaus und nach links | 1,2                  | Voreifelbahn nach Bonn S 23                                     | Voreifelbahn nach Bonn S 23                                     |
| ehemaliger Haltepunkt / Haltestelle | 1,8                  | Euskirchen Zuckerfabrik                                         | Euskirchen Zuckerfabrik                                         |
| ehemaliger S-Bahn-Halt | 1,8                  | Euskirchen-Roitzheim (geplant)                                  | Euskirchen-Roitzheim (geplant)                                  |
| S-Bahn-Halt | 4,4                  | Euskirchen-Stotzheim (ehem. Bf)                                 | Euskirchen-Stotzheim (ehem. Bf)                                 |
| Brücke über Wasserlauf |                      | Erftmühlengraben                                                | Erftmühlengraben                                                |
| ehemalige Blockstelle | 5,3                  | Alzenau (Anst)                                                  | Alzenau (Anst)                                                  |
| |                      |                                                                 |                                                                 |
| S-Bahn-Halt | 7,0                  | Euskirchen-Kreuzweingarten (ehem. Weingarten)                   | Euskirchen-Kreuzweingarten (ehem. Weingarten)                   |
| |                      |                                                                 |                                                                 |
| Brücke über Wasserlauf |                      | Erft                                                            | Erft                                                            |
| ehemalige Blockstelle | 8,6                  | Tonfabrik Awanst                                                | Tonfabrik Awanst                                                |
| S-Bahn-Halt | 8,9                  | Bad Münstereifel-Arloff (ehem. Bf)                              | Bad Münstereifel-Arloff (ehem. Bf)                              |
| Abzweig geradeaus und ehemals nach rechts |                      | Euskirchener Kreisbahnen von Zülpich                            | Euskirchener Kreisbahnen von Zülpich                            |
| S-Bahn-Halt | 11,0                 | Bad Münstereifel-Iversheim (ehem. Bf)                           | Bad Münstereifel-Iversheim (ehem. Bf)                           |
| Brücke über Wasserlauf |                      | Erft                                                            | Erft                                                            |
| ehemalige Blockstelle | 12,3                 | Hettner (Anst)                                                  | Hettner (Anst)                                                  |
| Brücke über Wasserlauf |                      | Erft                                                            | Erft                                                            |
| |                      |                                                                 |                                                                 |
| S-Bahn-Halt Streckenende | 13,8                 | Bad Münstereifel (ehem. Bf), geplanter Anschluss der Ourtalbahn | Bad Münstereifel (ehem. Bf), geplanter Anschluss der Ourtalbahn |
| |                      |                                                                 |                                                                 |
| Quellen: |                      |                                                                 |                                                                 |

Die Erfttalbahn ist eine 14 Kilometer lange, eingleisige und nicht elektrifizierte Nebenbahn von Euskirchen nach Bad Münstereifel. Sie wird als Fortsetzung der Voreifelbahn von Bonn befahren (KBS 475).
Teile der Erfttalbahn wurden während des Hochwassers in West- und Mitteleuropa 2021 erheblich beschädigt oder zerstört, weshalb der Zugbetrieb seit 15. Juli 2021 bis zur Wiederherstellung bis Herbst 2025 eingestellt ist. Ein Schienenersatzverkehr wurde eingerichtet.[veraltet]

## Bedienungsangebot
Die Erfttalbahn wurde bis 2021 im SPNV täglich im Stundentakt von der Voreifelbahn RB 23 bedient und mit der Liniennummer S 23 nach Bonn Hauptbahnhof durchgebunden. Mit Wiederinbetriebnahme der Strecke soll dann die gesamte Linie Bonn–Euskirchen–Bad Münstereifel unter der Bezeichnung S 23 verkehren. Wegen der geringen Fahrgastzahlen soll der Haltepunkt Zuckerfabrik im Euskirchener Stadtgebiet nicht mehr angefahren werden. Stattdessen wird über einen neuen Haltepunkt in Euskirchen-Roitzheim nachgedacht. Die Voreifelbahn war 2005 die pünktlichste Linie in ganz Nordrhein-Westfalen.
Durchgeführt wird der Betrieb von der DB Regio NRW, bis Dezember 2013 gemäß Dieselvertrag des VRS, wobei auf der Voreifelbahn Dieseltriebwagen des Typs Bombardier Talent in Ein- bis Zweifachtraktion für Geschwindigkeiten bis zu 120 km/h zum Einsatz kamen. Alle Züge dürfen auf der Erfttalbahn streckenbedingt jedoch nur höchstens 60 km/h fahren. Nach erneuter Ausschreibung (Dieselnetz Köln) führt DB Regio NRW seit Dezember 2013 den Betrieb für weitere 20 Jahre durch. Dabei kommen Dieseltriebwagen des Typs Alstom Coradia LINT zum Einsatz, zusätzlich wurde am Wochenende der Verkehr ausgeweitet (späterer Betriebsschluss).
Montags bis freitags verkehren Dieseltriebwagen des Typs Bombardier Talent in Einzeltraktion. Morgens und mittags verkehrt eine Doppeltraktion, welche die durch viele Schüler erhöhte Auslastung auffangen soll.
Es gilt der Tarif des Verkehrsverbundes Rhein-Sieg (VRS) sowie tarifraumüberschreitend der NRW-Tarif.

## Geschichte
Die Erfttalbahn wurde 1890 erbaut. Beim Bau der Strecke wurde mit Ausnahme des Haltepunktes Kreuzweingarten alle Betriebsstellen als Bahnhöfe ausgeführt. 1928 wurde zusätzlich der Haltepunkt Zuckerfabrik in Betrieb genommen. Bis ca. Ende der 1980er-Jahre fand neben der Personenbeförderung auch Güterverkehr statt. Der Kopfbahnhof Bad Münstereifel hatte einen kleinen Güterbahnhof, auf dem Expressgut umgeschlagen wurde, aber auch andere Güter wie z. B. Holz, das aus den umliegenden Wäldern stammte. In Arloff gab es einen privaten Gleisanschluss zu einer tonverarbeitenden Fabrik. Später wurde der Güterverkehr auf LKW umgestellt und das Privatgleis abgebaut. In Arloff und Stotzheim wurde Getreide, das die Landwirte der umliegenden Orte anlieferten, aus großen Silos in Schüttgutwagen zum Weitertransport geladen. Auch für diese Transporte werden heute LKW verwendet.
Zum Sommerfahrplan 1975 endete auf der Erfttalbahn aufgrund von Sparmaßnahmen der Sonntagsverkehr, genau wie auf vielen weiteren Nebenstrecken der Bundesbahndirektion Köln. An Werktagen indes richtete die Bundesbahn 1975 direkte Kurswagen von Münster (Westf) über Köln nach Bad Münstereifel und zurück ein, die allerdings zum Umrangieren fast halbstündige Aufenthaltszeiten in Euskirchen hatten und nach zwei Jahren wieder aus dem Fahrplan genommen wurden. Ende der 1980er-Jahre war die Strecke durch den zurückgegangenen Güter- und Personenverkehr von der Stilllegung bedroht. Davor konnte sie jedoch bewahrt werden, und im Juni 1991 wurde auch der Sonntagsverkehr wieder aufgenommen – zunächst mit lediglich drei Zugpaaren pro Sonntag.
Ende der 1990er-Jahre wurde die Strecke durchgängig auf ein Gleis ohne jegliche Weichen zurückgebaut. Alle Bahnhöfe wurden dadurch betrieblich gesehen zu Haltepunkten, es können sich also nirgendwo mehr zwei Züge begegnen. In Iversheim wurde die Bundesstraße 51 als Umgehungsstraße über das frühere Bahnhofsgelände geführt. Der Fahrdienstleiter Euskirchen ist Zugleiter der Strecke, die im Zugleitbetrieb befahren wird.
Die Höchstgeschwindigkeit beträgt 60 km/h, stellenweise wegen Gleisschäden oder gefährlichen Bahnübergängen. Der Unterbau der Strecke ist teilweise recht instabil. Die Strecke wurde – mit Ausnahme eines ca. zwei Kilometer langen Abschnitts um Kreuzweingarten – noch nie von einem Umbauzug bearbeitet, sondern immer nur von Hand bzw. mit Zweiwegebaggern.
Die Schienen liegen seit der Modernisierung in den 1990er-Jahren auf Y-Stahlschwellen (außer dem Umbauzug-Abschnitt um Kreuzweingarten), die als besonders wartungsarm gelten. Eigentümer der Strecke ist die DB Netz, befahren wird sie derzeit nur von Fahrzeugen der DB Regio NRW. Der Fahrplan lässt zur Betriebszeit des SPNV auch keinen zusätzlichen Zug zu, da keine Ausweichmöglichkeiten mehr vorhanden sind. Ausweichanschlussstellen für Güterwagen gibt es derzeit auch nicht.

### Hochwasser im Juli 2021
Beim Hochwasser in West- und Mitteleuropa 2021 wurde die Strecke an mehreren Stellen unterspült und Brücken beschädigt. Seit dem 14. Juli 2021 ist die Strecke nicht mehr befahrbar. Aus Sicherheitsgründen wurde die Erftbrücke Kirspenich am 1. August gesprengt. Der Streckenbetreiber DB Netz AG plante für Dezember 2023 die Wiederinbetriebnahme der Strecke. Aufgrund von Materialengpässen und Witterungsbedingungen wurde die Inbetriebnahme mehrfach verschoben, im Juni 2024 ging die Deutsche Bahn von einer Wiederinbetriebnahme im Herbst 2024[veraltet] aus. Im September wurde erneute Verschiebung bekanntgegeben, der neue Termin soll nun im Herbst 2025 liegen. Zeitgleich wird die Linienbezeichnung RB 23 durch go.Rheinland aufgegeben und durch S 23 ersetzt. Die zerstörten Eisenbahnüberführungen Kirspenich und Möschemermühle wurden neugebaut.

## Planung
Bis 2027 soll die Erfttalbahn zusammen mit den anderen Eifelstrecken elektrifiziert sein. Während des Wiederaufbaus der Strecke wurden auch die Oberleitungsmasten gesetzt. Im Frühjahr 2026 wird anschließend das Kettenwerk der Oberleitung fertiggestellt.
Ab Mitte der 2030er Jahre soll der RE 22 aus Köln in Euskirchen geflügelt werden, wobei ein Zugteil weiter über die Erfttalbahn nach Bad Münstereifel fahren soll. Dadurch wird sich zusammen mit der S 23 aus Bonn ein Halbstundentakt zwischen Euskirchen und Bad Münstereifel ergeben. Für die Realisierung muss eine Kreuzungsstelle auf der eingleisigen Erfttalbahn errichtet werden.

## Streckenbeschreibung

### Bahnhof Euskirchen

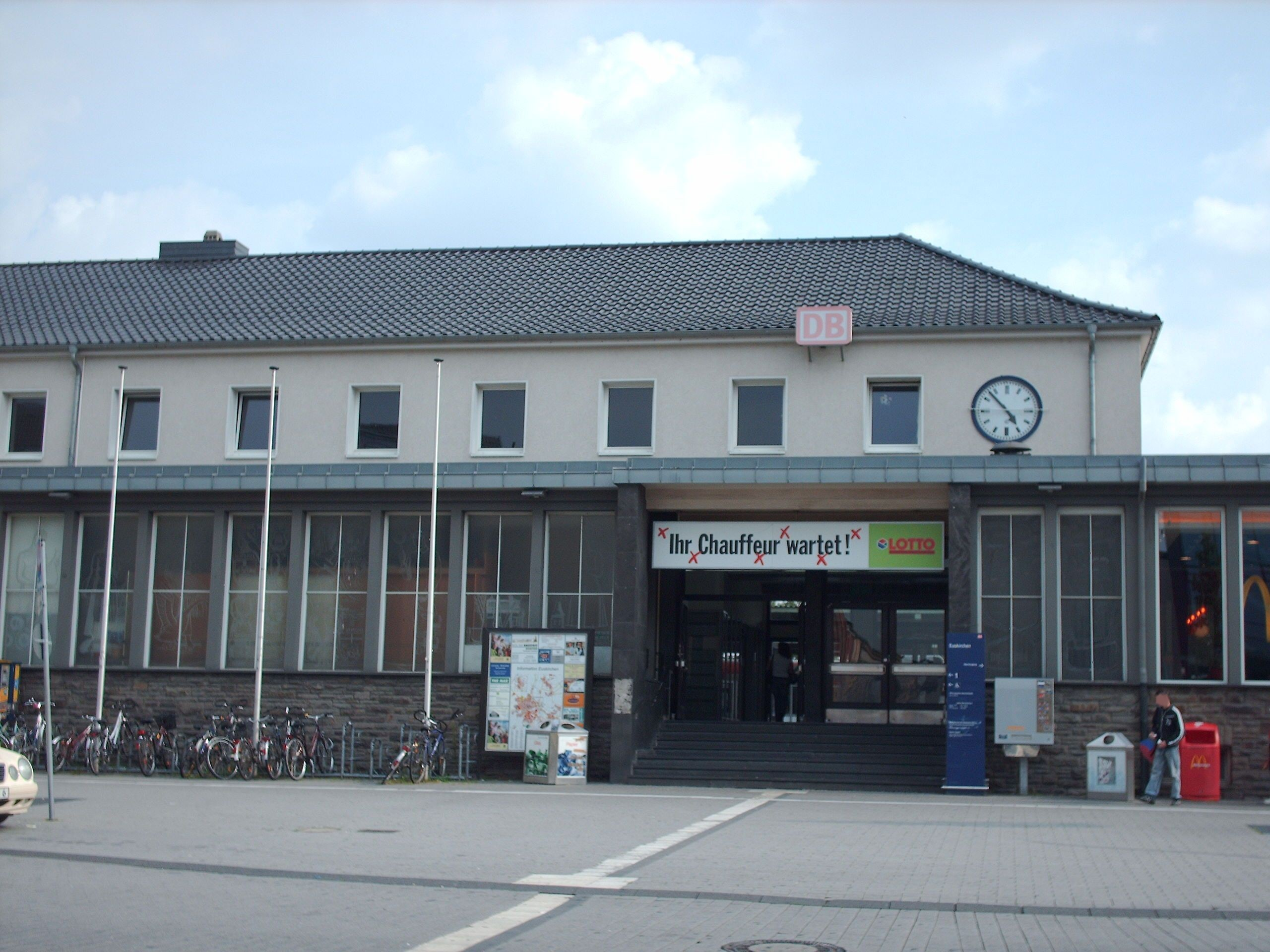
Empfangsgebäude des Bahnhofs Euskirchen

Der Bahnhof Euskirchen (km 34,2) ist ein Bahnknotenpunkt an der bis Gerolstein weitgehend zweigleisigen und im weiteren Verlauf bis Ehrang eingleisigen Eifelbahn Köln–Euskirchen–Gerolstein–Trier (KBS 474), von der in Euskirchen die Voreifelbahn (KBS 475) nach Bonn und die Erfttalbahn (KBS 475) nach Bad Münstereifel abzweigen. Auf der hier ebenfalls abzweigenden Bördebahn nach Düren findet vor allem Güterverkehr, an Sonn- und Feiertagen zeitweise auch wieder Personenverkehr statt.
Im Schienenpersonennahverkehr verkehren die Regional-Express-Linien RE12 Köln–Euskirchen–Gerolstein–Trier (Eifel-Mosel-Express) im täglichen Zweistundentakt, sowie die Linie RE22 Köln–Euskirchen–Gerolstein (Eifel-Express, mit Durchbindung nach Trier als RB 22) im täglichen Zweistundentakt mit Verdichtungen im Berufsverkehr.
Die Regionalbahn-Linie RB 24 (Eifel-Bahn) stellt zudem eine Verbindung auf der Relation Köln–Euskirchen–Kall/Gerolstein im täglichen Stundentakt zwischen Köln und Kall her.
Ferner besteht mit der S 23 eine Verbindung nach Bonn im Halbstundentakt und mit der RB 23 nach Bad Münstereifel im Stundentakt. Durchgeführt wird der Schienenpersonennahverkehr von der DB Regio NRW, die für die Voreifelbahn Diesel-Triebwagen der DB Baureihen 620 und 622 in Ein- bis Zweifachtraktion für Geschwindigkeiten bis zu 120 km/h einsetzt.

### Haltepunkt Euskirchen Zuckerfabrik

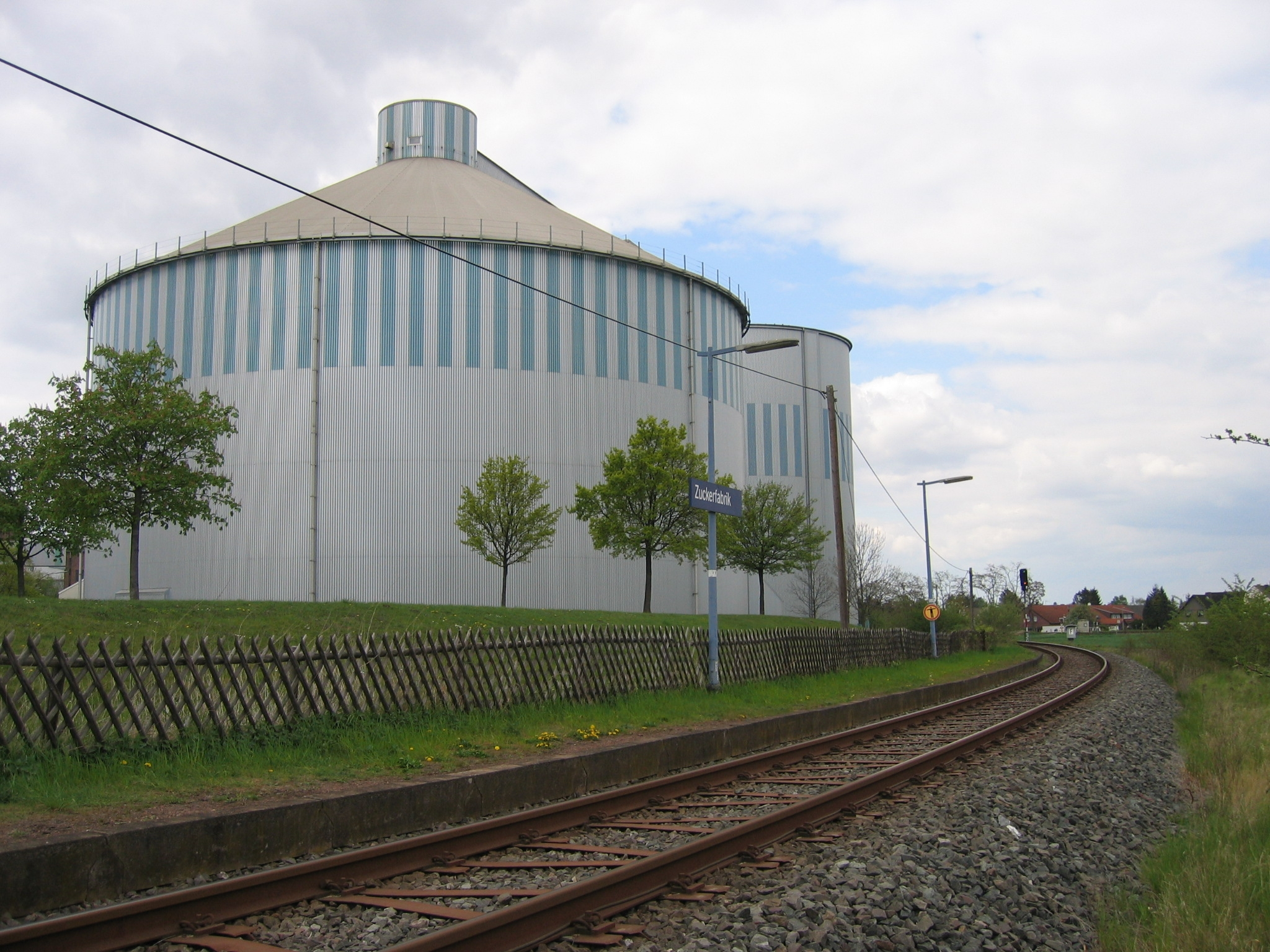
Der Haltepunkt Zuckerfabrik

Dieser Haltepunkt liegt am Streckenkilometer 1,8 direkt am Bahnübergang an der Bonner Straße. Er wurde am 21. März 1928 für die Arbeiter in der nahen Zuckerfabrik eingerichtet und ist mit einem Wartehäuschen ausgestattet. Mit dem Fahrplanwechsel 2002 wurde die Station Zuckerfabrik zum Bedarfshalt. Im November 2022 wurde beschlossen, den durch die Flut beschädigten Haltepunkt nicht wieder herzustellen und durch einen weiter südlich gelegenen Haltepunkt Euskirchen-Roitzheim zu ersetzen. Seit dem Fahrplanwechsel 2023/2024 wird der Haltepunkt nicht mehr in DB Kursbuch angegeben.

### Haltepunkt Euskirchen-Stotzheim

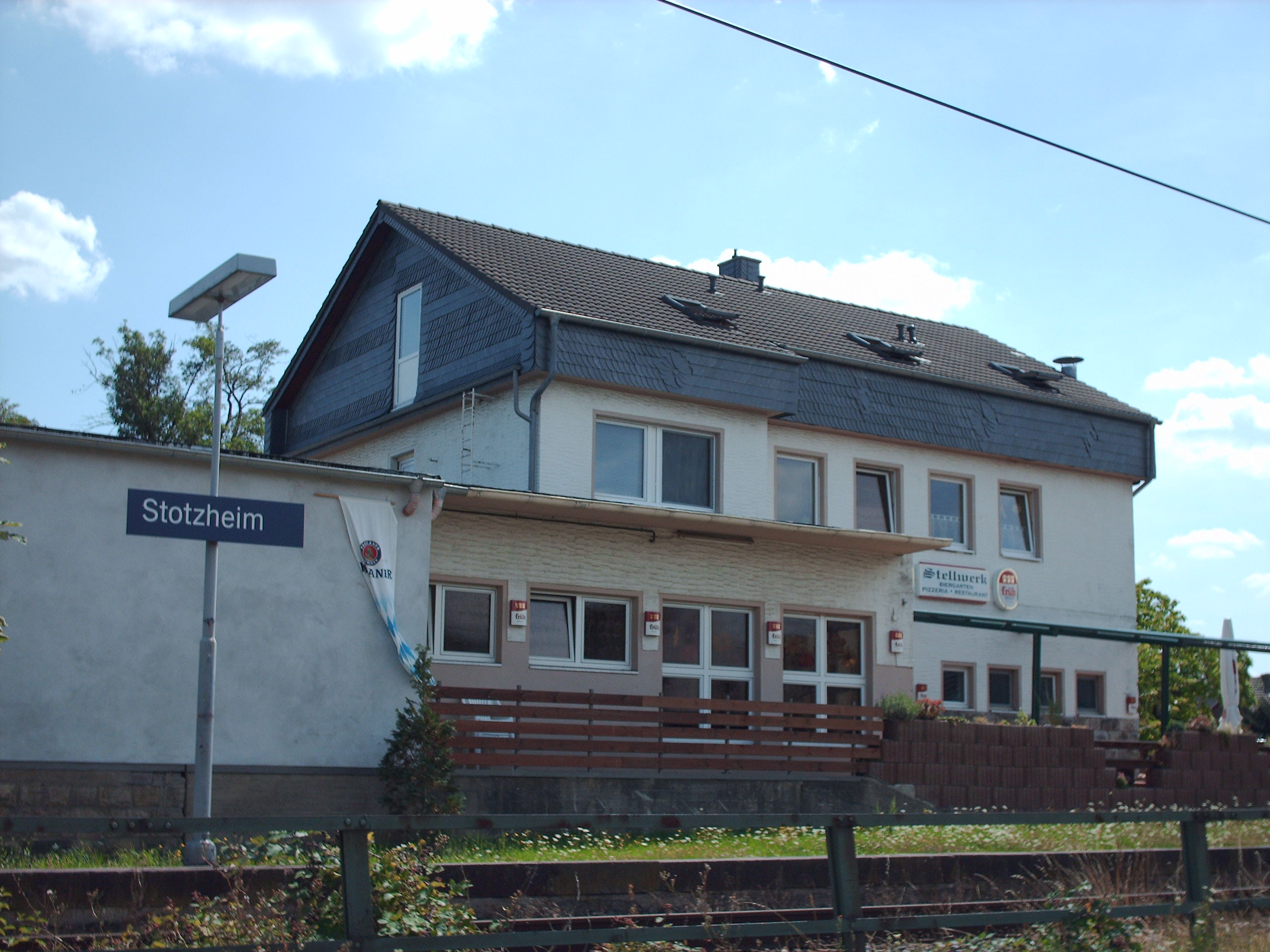
Der Haltepunkt Stotzheim

Der Ort Stotzheim hat am Streckenkilometer 4,4 einen Haltepunkt. Der am nördlichen Rand des Ortes, direkt neben der K 23 (Jupiterstraße) angesiedelte Haltepunkt besitzt schon das dritte Gebäude seit der Eröffnung der Erfttalbahn im Jahre 1890. Das ursprüngliche Bahnhofsgebäude war ein bescheidenes, im Zuge des Streckenbaus errichtetes Gebäude mit Dienstzimmer, Güterschuppen, Fahrkartenausgabe und Schlafkabine, in dem ein Bahnhofsagent und seine Frau abwechselnd Dienst taten. 1914 entstand, den zeitlichen Bedürfnissen angepasst, ein Dienst- und Empfangsgebäude mit angebautem Güterschuppen. Im Obergeschoss befand sich die Dienstwohnung des Bahnhofvorstehers, der dort Residenzpflicht hatte. Am 5. März 1945 wurde das Gebäude bombardiert und damit völlig zerstört.
Das nach dem Krieg neu gebaute Empfangsgebäude hatte wieder eine Dienstwohnung und einen Güterschuppen. Im Zuge der Rationalisierungsmaßnahmen wurde der Bahnhof Stotzheim 1982 dem Bahnhof Bad Münstereifel unterstellt. Als die DB diesen dann auflöste, wurden beide dem Bahnhof Euskirchen zugeordnet. Heute befindet sich das Bahnhofsgebäude in privater Hand. Die direkt hinter dem Bahnhof liegende Papierfabrik Halstrick wickelte über ein Anschlussgleis am Bahnhof ihren Güterverkehr ab. Mitte der 1990er-Jahre wurden die Gleise und Signale im Zuge des Rückbaus der Strecke auf vereinfachten Zugbetrieb zurückgebaut. Seitdem ist Stotzheim nur noch Haltepunkt.

### Haltepunkt Euskirchen-Kreuzweingarten

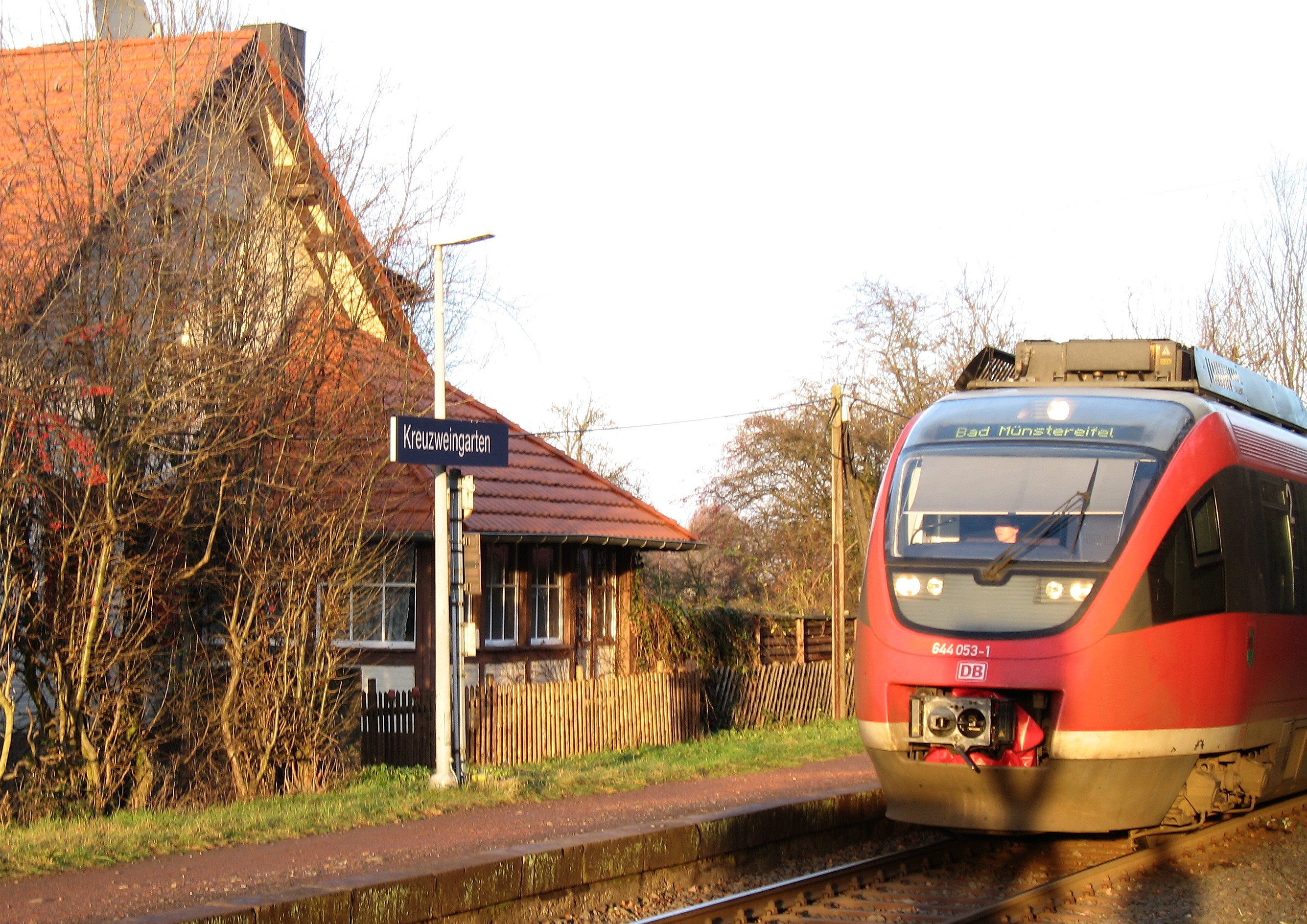
Haltepunkt Euskirchen-Kreuzweingarten

Der Haltepunkt Euskirchen-Kreuzweingarten wurde am 1. Oktober 1890 eingerichtet und hieß bis 1925 Weingarten, dann bis 2014 Kreuzweingarten. In dem damals errichteten Empfangsgebäude war ein Bahnhofsangestellter im Dienst.
Der Haltepunkt liegt an der Erfttalbahn am Streckenkilometer 7,0 und befindet sich am Rand von Kreuzweingarten, direkt unterhalb des großen Kreuzes am Hardtberg. An ihm führt der Römerkanal-Wanderweg von Nettersheim nach Köln vorbei. In unmittelbarer Nähe hat die römische Wasserleitung die Erft auf einem Aquädukt gequert. In Kreuzweingarten befindet sich seit dem Bau der Strecke nur das Durchgangsgleis, andere Gleisanlagen wurden zu keiner Zeit benötigt. Das Bahnhofsgebäude befindet sich heute in Privatbesitz.

### Haltepunkt Bad Münstereifel-Arloff

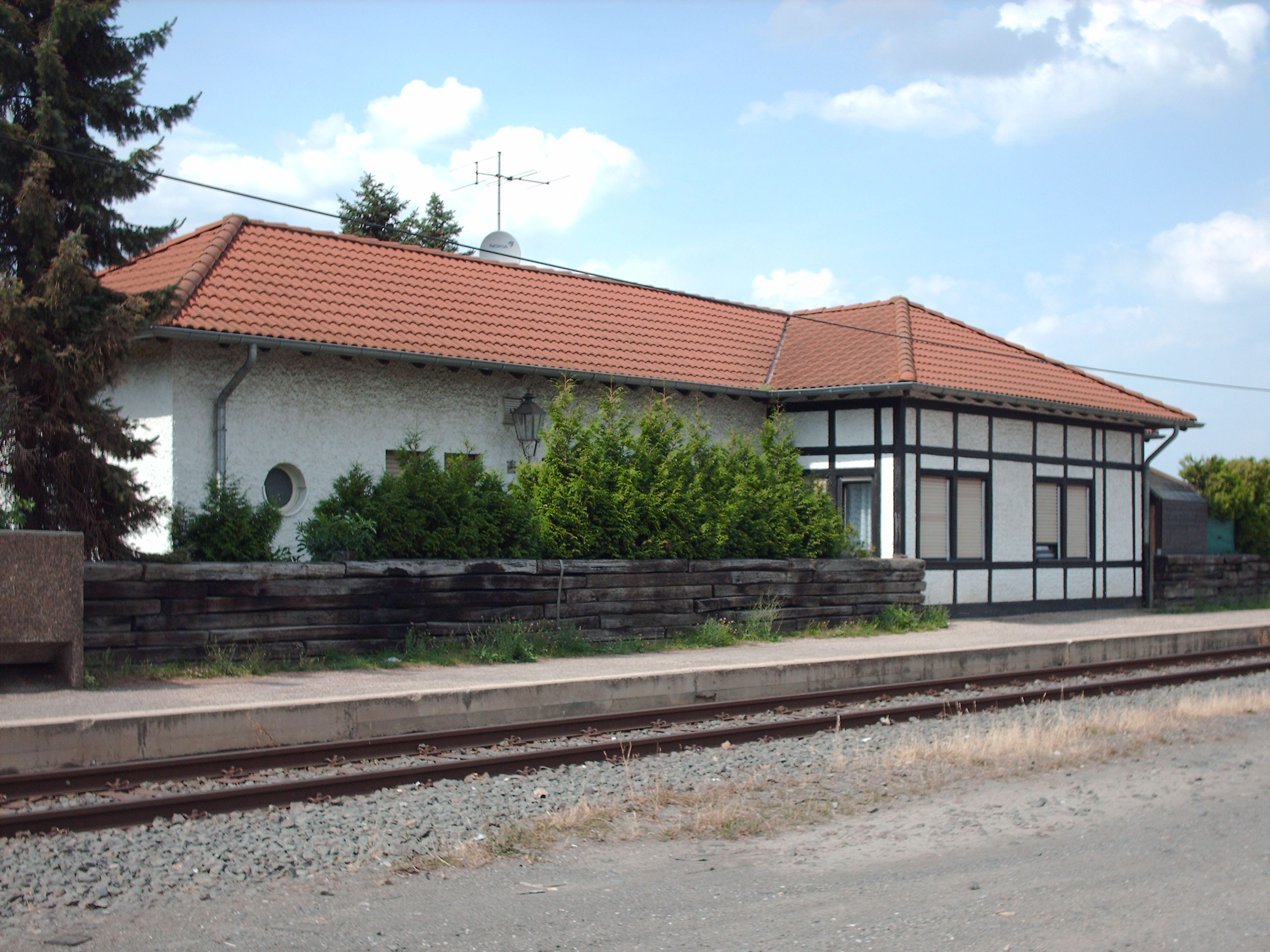
Heutiger Haltepunkt Bad Münstereifel-Arloff mit dem ehemaligen Empfangsgebäude

In Arloff steht schon seit 1890 ein Empfangsgebäude am Streckenkilometer 8,9. Das zweite Bahnhofsgebäude wurde am 19. Februar 1955 zusammen mit einer Gaststätte dem Publikumsverkehr geöffnet.
Der Bahnhof Arloff war der zweitgrößte nach dem Bahnhof Bad Münstereifel an der Strecke. Arloff hatte bis Mitte der 1960er-Jahre vier Gleise für Zugkreuzungen, zuzüglich eines Gleisanschlusses der Arloffer Thonwerke.
Deshalb standen im Bahnhof meistens die Wagen dieser Fabrik. Mitte der 1960er-Jahre wurde der Bahnhof Arloff als Dienststelle aufgelöst und erst dem Bahnhof Bad Münstereifel, dann Euskirchen unterstellt. In den 1970er-Jahren baute der Landhandel Strottkötter sein Warenlager direkt gegenüber dem Empfangsgebäude an der ehemaligen Freiladestraße auf. Dennoch blieb der Güterverkehr rückläufig, was zum Abbau der Gleisanschlüsse führte. 1998 gab es eine Streckensanierung mit dem Abbau der restlichen Gütergleise, das Bahnhofsgebäude wurde verkauft.
Der Bahnhof Arloff war bis etwa 1920 ein Knotenpunkt der Erfttalbahn mit der Eifelstrecke (Mühlheim-Wichterich–Zülpich–Satzvey–Arloff) von den Euskirchener Kreisbahnen. Das ehemalige Dienstgebäude der EKB steht heute noch hinter dem ehemaligen Empfangsgebäude der DB und befindet sich in Privatbesitz.

### Haltepunkt Bad Münstereifel-Iversheim

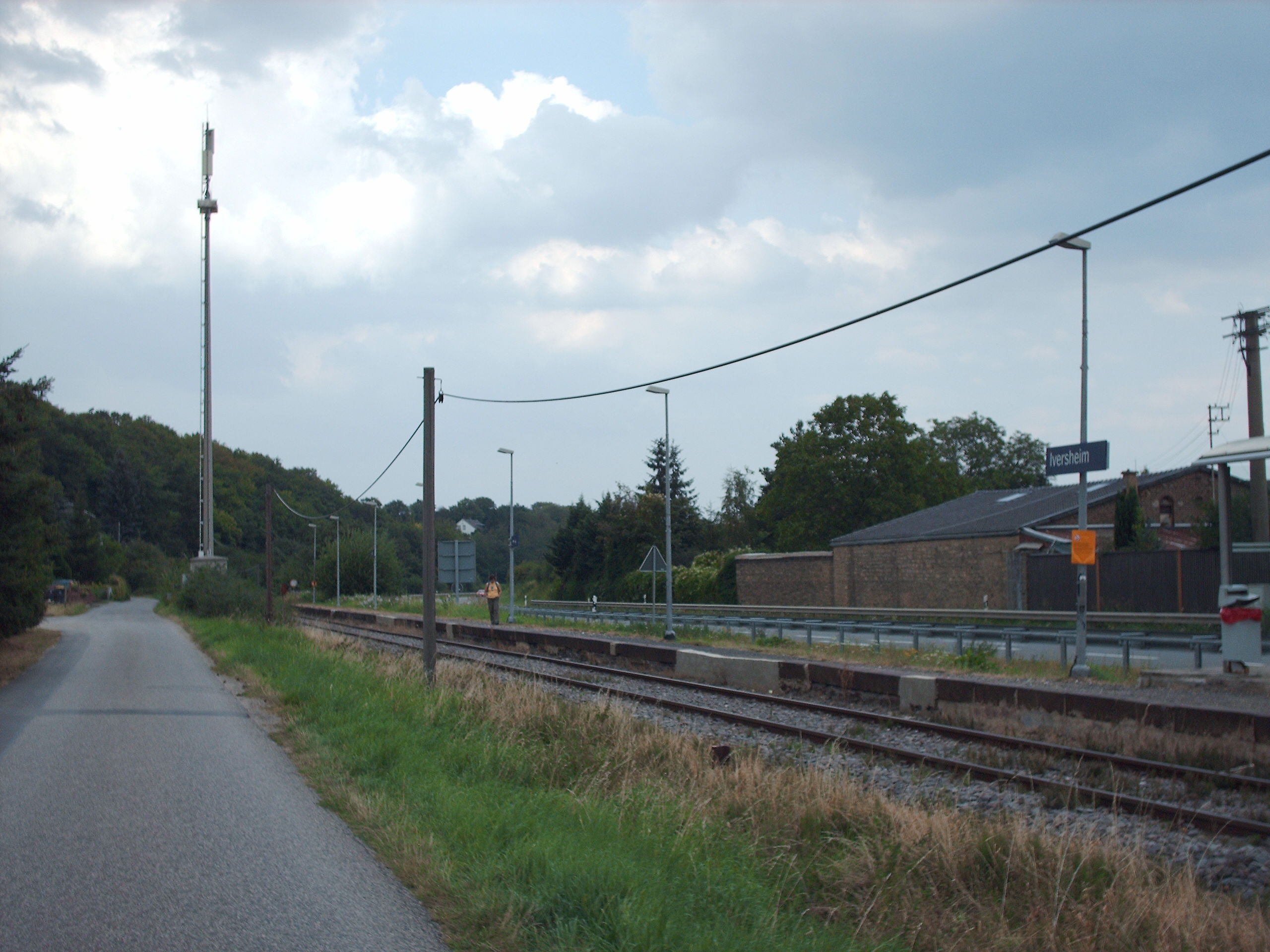
Der Haltepunkt Iversheim

Bad Münstereifel-Iversheim ist eine Bahnstation an dem Streckenkilometerpunkt 11,0. Beim Bau der Erfttalbahn erhielt Iversheim ein Empfangsgebäude und zwei Gleise. Gleis 2 hatte an jedem Ende ein Ausziehgleis. Die Weiche aus Richtung Euskirchen und die Ausziehgleise wurden in den 1960er- und 1970er-Jahren entfernt, so dass man auf Gleis 2 nur noch aus Richtung Bad Münstereifel einfahren konnte. Da die zwei Brücken bei zur Bohrmaschinenfabrik Hettner und Greven im Krieg zerstört wurden, war der Bahnhof Iversheim von Kriegsende bis zum 2. Juni 1948 Endbahnhof der Strecke, was für ein enormes Verkehrsaufkommen sorgte. Die Lokomotiven aus Euskirchen machten hier Kopf, um dann zurück fahren zu können. Das Anschlussgleis zur Bohrmaschinenfabrik blieb bis zur Pleite von Hettner 1970 bestehen. Anfang der 1980er-Jahre wurde das zweite Gleis in Iversheim entfernt, 1993 verlor Iversheim auch das Anschlussgleis zum Hettner-Werk.
Mit dem Bau einer Umgehungsstraße von 1990 bis 1993 wurde das verfallene und im Weg stehende Empfangsgebäude abgerissen. Heute verläuft die Umgehungsstraße parallel zum Haltepunkt. Zum Bau der Umgehungsstraße konnte es erst kommen, als die Deutsche Bundesbahn Mitte der 1980er-Jahre auf eine nicht höhengleiche Kreuzung der Kreisstraße aus Wachendorf, die auf die zu bauende Umgehungsstraße mündete, verzichtete. Der Kompromiss war eine Kombination aus Ampelanlage und Bahnübergang, die einen eventuellen Rückstau auf den Gleisen verhindert.

### Haltepunkt Bad Münstereifel
Der Bahnhof Bad Münstereifel wurde 1890 am Streckenkilometer 13,8 gebaut und in Betrieb genommen; 1913 erhielt das Gebäude ein Bahnsteigdach. Ab 1925 wurde die Lok abends immer nach Euskirchen zurückgefahren, was den Lokschuppen überflüssig machte, der deshalb abgerissen wurde. Zum Kriegsende musste der Zugverkehr wegen schwerer Kriegsschäden eingestellt werden. Die Betriebsfähigkeit sowohl des Bahnhofs als auch der Strecke wurde erst am 2. Juni 1948 wiederhergestellt. Zweimal (1957 und 1968) wurde das Bahnhofsgebäude umgebaut und modernisiert. Dennoch erfolgte sieben Jahre später die Einstellung des Personenverkehrs an Wochenenden ab Samstagmittag. Parallel dazu ging auch der Güterverkehr drastisch zurück. Die Gleisanlagen auf dem Areal lagen nun jahrzehntelang brach. Der Bahnhof verlor 1982 seine Selbstständigkeit und wurde dem Bahnhof Euskirchen untergeordnet. Zehn Jahre später baute man die Technik im Bahnhof auf einen vereinfachten Zugbetrieb um. Dennoch wurde bis 1993/94 im Bahnhof noch Holz umgeschlagen. Bei Gleiserneuerungsarbeiten auf der Erfttalbahn wurden 1998 im Bahnhof Bad Münstereifel alle Weichen, die vom Stammgleis (Gleis 1) abzweigten, samt den Gleisanlagen des ehemaligen Güterbahnhofs entfernt. Heute ist das Gelände entwidmet und überbaut. Im Jahr 2000 verkaufte die DB AG das Empfangsgebäude an die Gemeinde, die seinen Originalzustand wiederherstellte. Seit 2003 sind dort die Kurverwaltung, das Büro der Eifel- und Touristikagentur und im Güterschuppen ein Fahrradladen untergebracht.

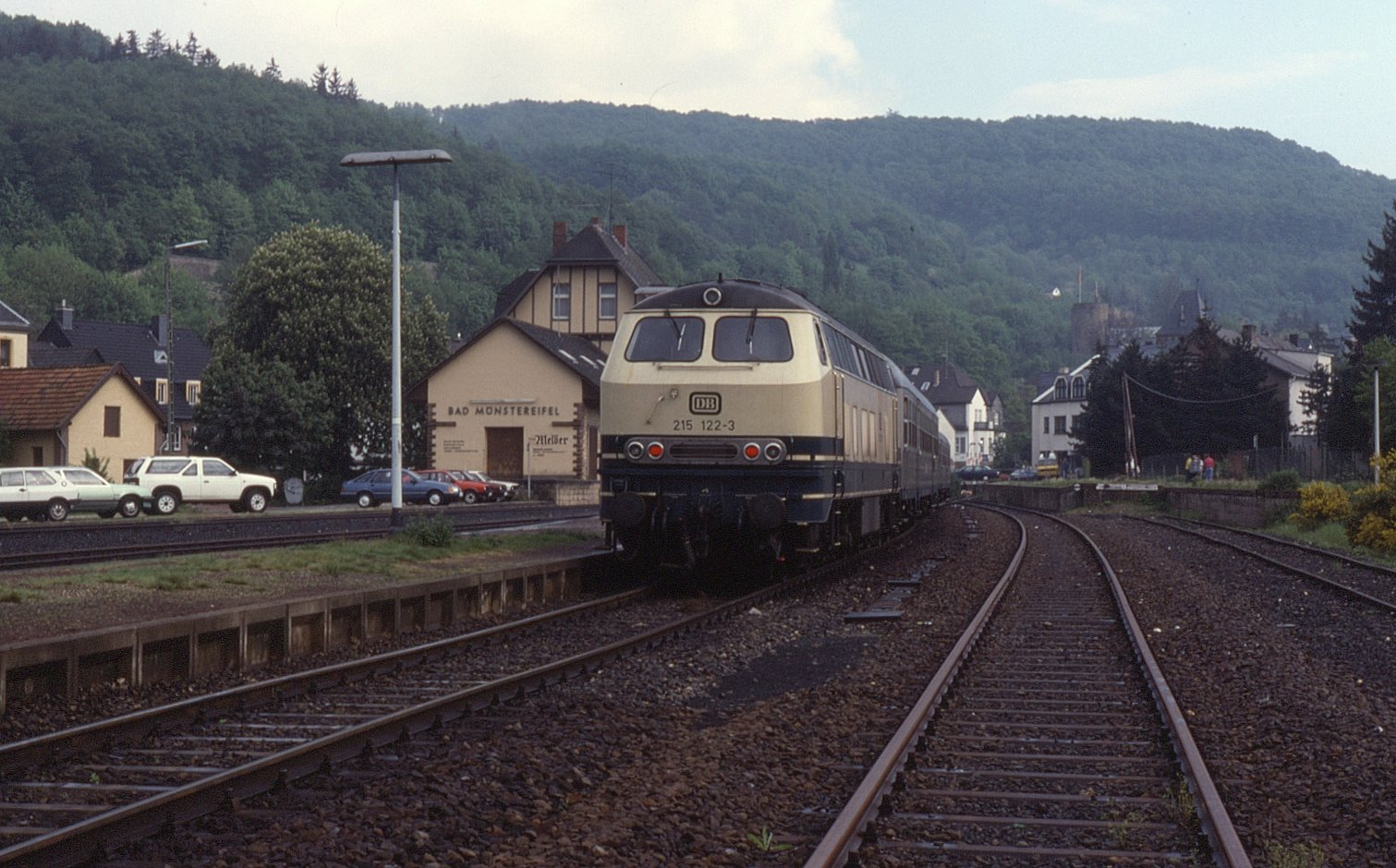
DB-Baureihe 215 im Mai 1990 in Bad Münstereifel
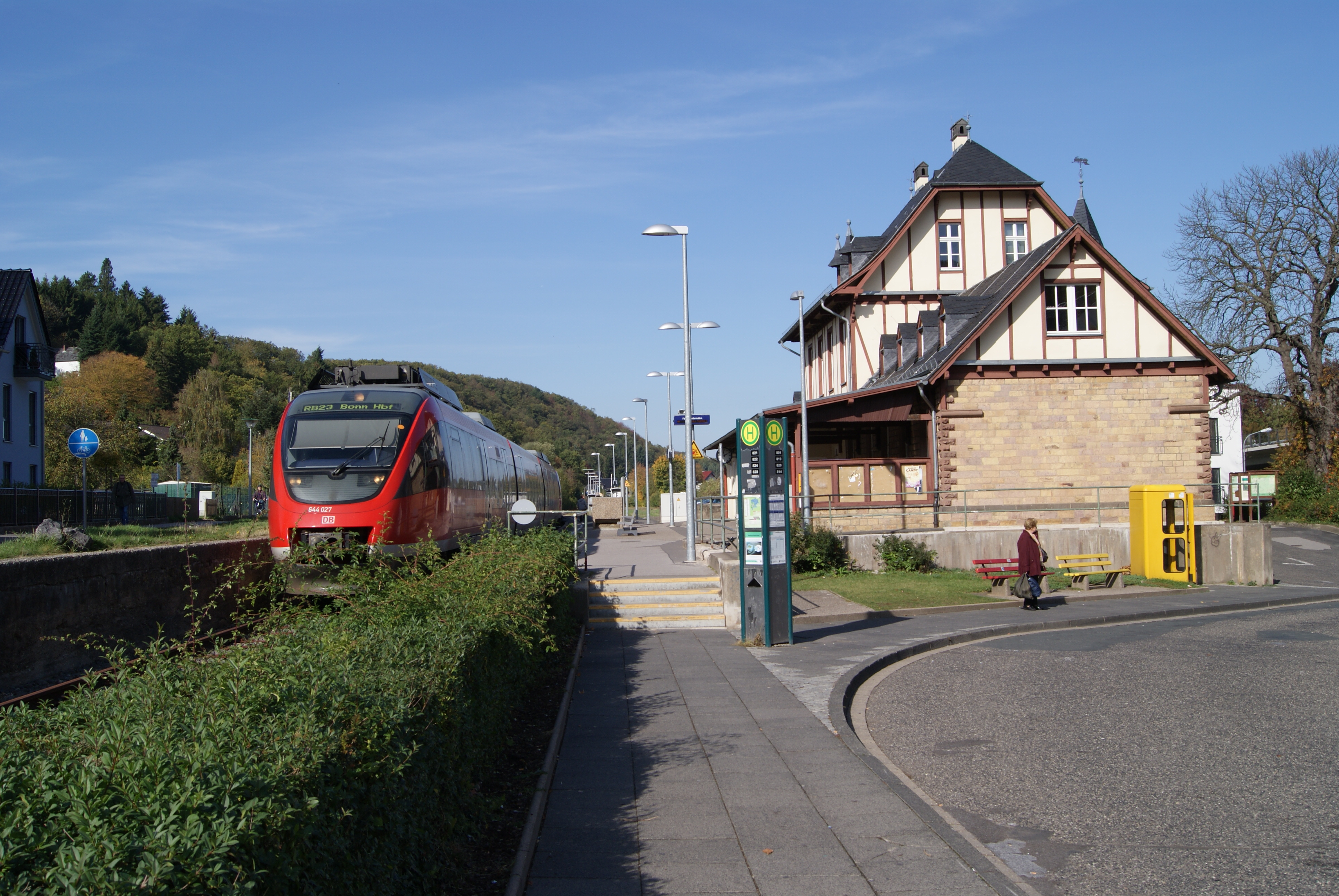
Empfangsgebäude Bad Münstereifel
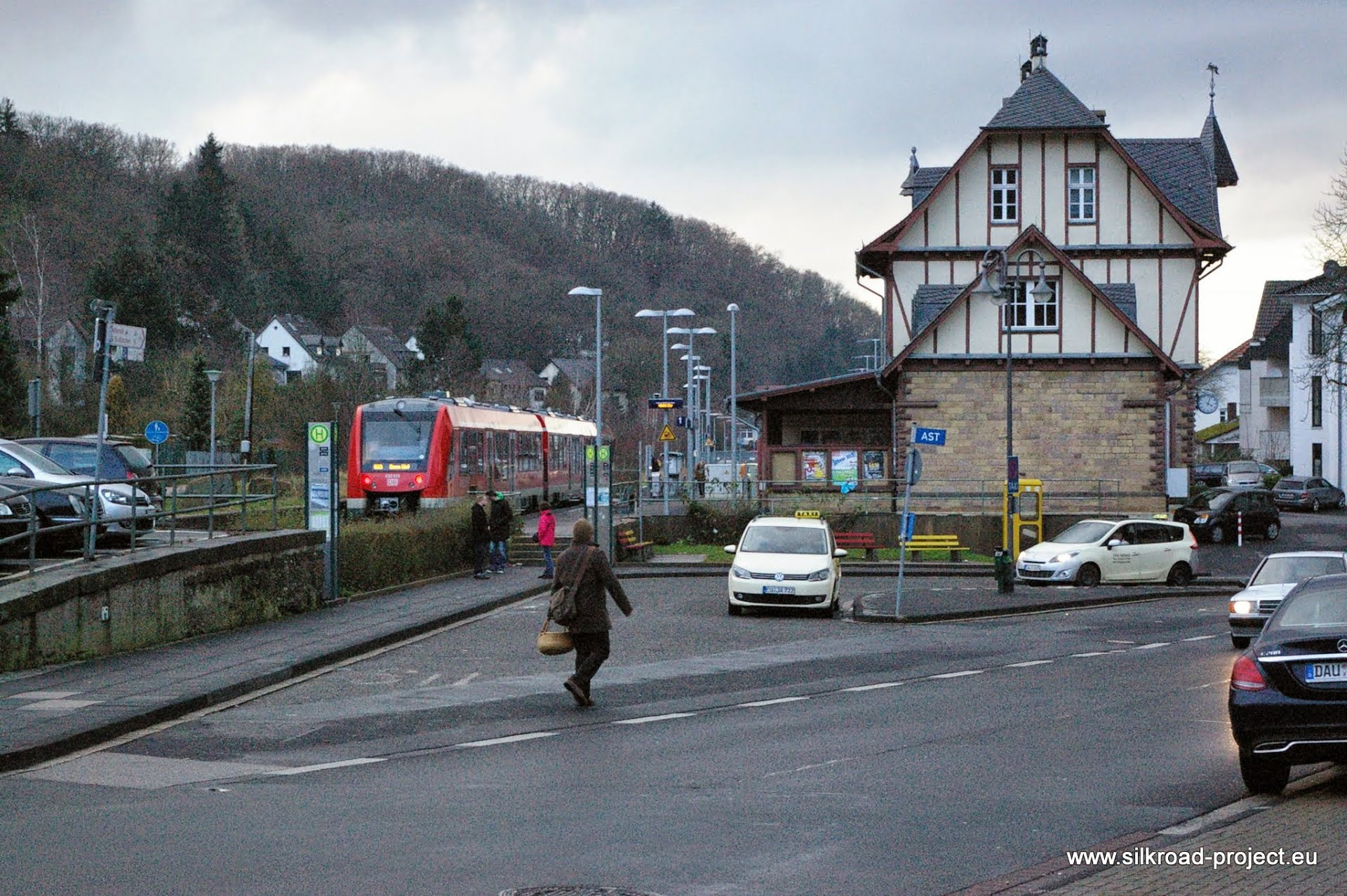
S 23 in Bad Münstereifel